# Lixhausen
Lixhausen ist eine französische Gemeinde mit 372 Einwohnern (Stand 1. Januar 2021) im Département Bas-Rhin in der Region Grand Est (bis 2015 Elsass). Am 1. Januar 2015 wechselte die Gemeinde vom Arrondissement Strasbourg-Campagne zum Arrondissement Saverne.

## Geografie
Lixhausen liegt im Pays de la Zorn (Landstrich der Zorn), 28 Kilometer nordwestlich von Straßburg, 18 Kilometer südwestlich von Haguenau und 15 Kilometer nordöstlich von Saverne. Nachbargemeinden von Lixhausen sind Issenhausen im Nordwesten, Ringendorf im Nordosten, Bossendorf im Süden und Wickersheim-Wilshausen im Südwesten. Das Gemeindegebiet umfasst 329 Hektar, die mittlere Höhe beträgt 208 Meter über dem Meeresspiegel, die Mairie steht auf einer Höhe von 172 m. Der Bachgraben fließt durch das Gemeindegebiet.
Lixhausen ist einer Klimazone des Typs Cfb (nach Köppen und Geiger) zugeordnet: Warmgemäßigtes Regenklima (C), vollfeucht (f), wärmster Monat unter 22 Grad Celsius, mindestens vier Monate über 10 Grad Celsius (b). Es herrscht Seeklima mit gemäßigtem Sommer.

## Geschichte
Der Ortsname ist wahrscheinlich zusammengesetzt aus dem althochdeutschen Namen Liutold und der Ortsendung „-hausen“, die vom althochdeutschen hus abgeleitet ist. Hus bedeutet Haus, „-hausen“ bedeutet Siedlung. Der Ortsname bedeutet also „Siedlung von Liutold“. Orte mit der Endung „-hausen“ sind typisch für Siedlungsgründungen der Merowinger (5. bis 8. Jahrhundert) und wurden auch in der Karolingerzeit (8. bis 10. Jahrhundert) gegründet.
Die Ortschaft gehörte dem Kloster Weißenburg. Danach gehörte sie zur Reichslandvogtei von Haguenau, was dazu führte, dass Lixhausen im Westfälischen Frieden von 1648 als Reichsdorf bestätigt wurde. Die Pfarrei gehörte bis ins 19. Jahrhundert zu Bossendorf. Im Ancien Régime wurde eine Hälfte des Zehnts an die Grafschaft Hanau-Lichtenberg gezahlt und die andere Hälfte an das Bistum Speyer.

### Bevölkerungsentwicklung
| 1962 | 1968 | 1975 | 1982 | 1990 | 1999 | 2006 | 2012 | 2014 | 2019 |
| ---- | ---- | ---- | ---- | ---- | ---- | ---- | ---- | ---- | ---- |
| 225  | 240  | 262  | 238  | 246  | 260  | 323  | 352  | 364  | 390  |

## Politik
Lixhausen gehört zum Gemeindeverband Pays de la Zorn. Das Wappen der Gemeinde stellt den Schutzpatron Nabor († um 304) dar, der ein silbernes Schwert hält.

## Wirtschaft
Wichtige Erwerbszweige der Lixhausenois (Einwohner) sind Ackerbau, Futtermittelherstellung, Weinbau und die Zucht von Hausrindern.

## Sehenswürdigkeiten
- Kirche St-Nabor mit spätmittelalterlichem Chorturm und Merckel-Orgel von 1735 (Monument historique)